# Marguerite de l'Aigle
Marguerite de l'Aigle, née en 1104, morte le 25 mai 1141. Elle devint reine de Navarre par son mariage en 1130.

## Biographie
Elle est la fille de Gilbert de l'Aigle et de Juliette du Perche. Par sa mère elle est aussi petite-nièce de Félicie de Roucy, reine d'Aragon et de Navarre par son mariage avec Sanche Ier d'Aragon et donc cousine du roi Alphonse le Batailleur. Enfin, son oncle Rotrou III du Perche a de nombreux intérêts en Navarre.
Marguerite de l'Aigle épouse en 1130 le prince Garcia de Navarre, petit-fils du Cid campeador. 
En 1134, à la mort sans enfants d'Alphonse le Batailleur, Garcia, favorisé par son lignage et ayant l'appui de son oncle par alliance Rotrou III, est élu roi de Navarre, son épouse Marguerite devenant donc la nouvelle reine. L'Aragon désigne toutefois un autre souverain, Ramire II.
Le couple royal s'efforce par la suite d'affermir la restauration de la Navarre indépendante face à l'émergence de l'État catalano-aragonais.

## Mariage et descendance
De l'union de Marguerite de l'Aigle et de García V de Navarre naquirent :
- Marguerite de Navarre (†1182), en 1150 elle épousa Guillaume Ier de Sicile ;
- Sanche VI de Navarre, qui succéda à son père ;
- Blanche de Navarre (1133-1156), en 1151 elle épousa Sanche III de Castille.

Marguerite fut aussi mère d'un enfant finalement non reconnu par Garcia :
- Rodrigo Garcès (v.1135-v.1177), considéré comme bâtard après la mort de sa mère, qui passa en Sicile sous le nom de Henri de Montescaglioso .